# Dittelbrunn
Dittelbrunn là một đô thị ở huyện Schweinfurt bang Bayern, Đức.